# Grantchester Meadows
«Grantchester Meadows» es una canción de la segunda mitad del álbum experimental de Pink Floyd Ummagumma. Fue escrita y realizada íntegramente por Roger Waters. La canción cuenta con letras de Waters acompañados por una guitarra acústica, mientras que un bucle de cinta de una alondra gorjea en el fondo a lo largo de toda la canción. Aproximadamente a los 4:13, el sonido de la bocina de un ganso está temporalmente introducido, seguido por el sonido de su despegue.

## Letras
La letra describe una escena pastoral y onírica en las praderas de Grantchester en Cambridgeshire, Inglaterra. Aquí es donde el miembro de la banda David Gilmour se crio y vivió el exmiembro Syd Barrett. Este tipo de balada pastoral era típico del enfoque compositivo de Roger Waters en los últimos años sesenta y primeros setenta. Era un estilo que iba a continuar en su primer álbum fuera de Pink Floyd – Music from "The Body" (en colaboración con Ron Geesin) e «If» de Atom Heart Mother. Es una de las muchas canciones de Pink Floyd que son alabanzas del campo inglés.

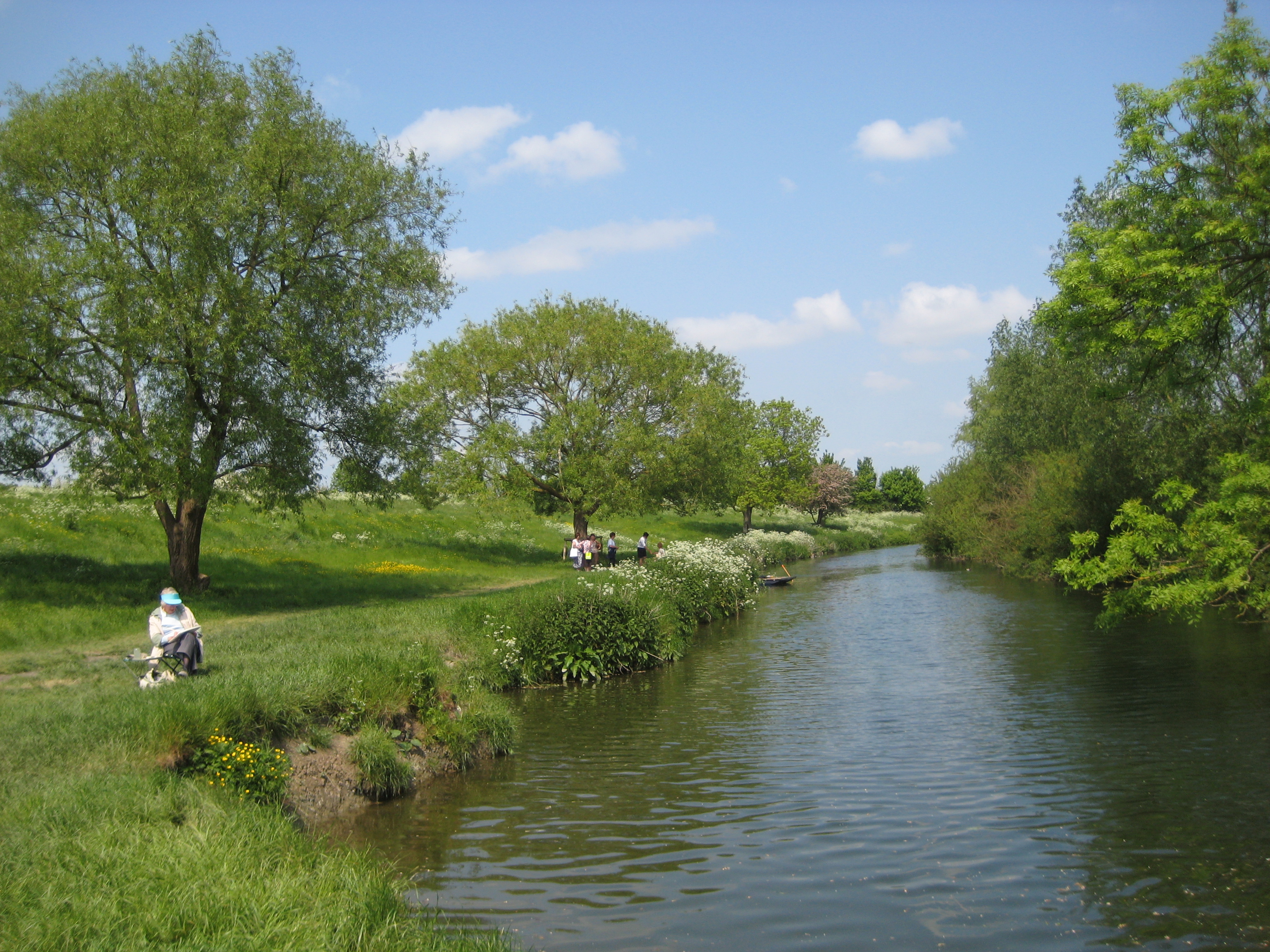
El río Cam en Grantchester.

## Sonido
La canción se caracteriza por su uso de efectos estéreo y paneo de sonido para crear una ilusión de espacio y profundidad. Esto es más notorio cuando se escucha con auriculares. El canto de los pájaros de fondo parpadea a través de los canales. El ganso tocando la bocina se escuchó por primera vez en el canal de la extrema izquierda y el ruido de su vuelo lento a la derecha. Del mismo modo, considerando el escenario idílico de la canción, una mosca se puede oír zumbando cerca del oyente, y alrededor de mediados de derecha a mediados de canal izquierdo, al principio y al final de la canción, seguida de pasos de alguien que vienen de lejos a la izquierda y lentamente hacia la derecha, como si caminara por un tramo de escaleras ya a través de un espacio para finalmente aplastar y matar a la mosca con un fuerte "golpe" en el centro (un final que da paso a la siguiente canción, "Several Species of Small Furry Animals Gathered Together in a Cave and Grooving with a Pict").

## En vivo
"Grantchester Meadows" se incorporó a los conciertos suite de Pink Floyd The Man and the Journey como "Daybreak". Fue interpretada en vivo durante la gira de 1970 de EE. UU., a menudo abriendo el show. Las interpretaciones en vivo de la canción incluían a David Gilmour en una segunda guitarra acústica y proporcionando armonías vocales durante el coro, así como Richard Wright tocaba dos solos de piano, uno después del coro de la segunda estrofa y uno durante la coda (estos solos fueron posteriormente tocados en el órgano Farfisa).
Iba a ser incluirse en el álbum recopilatorio Echoes: The Best of Pink Floyd, pero fue descartada por la falta de espacio.

## Personal
- Roger Waters - guitarras acústicas, voces y efectos de cinta.
- David Gilmour - segunda guitarra, voz y coros (actuaciones en vivo).
- Richard Wright - teclados (actuaciones en vivo).